# Водный фантом
Во́дный фанто́м — специальный прибор, используемый для того, чтобы проверить, каким образом и в какой мере произойдёт облучение тела человека при использовании того или иного источника радиации или медицинского диагностического либо лечебного прибора, использующего такой источник.

## Устройство
Представляет собой куб либо параллелепипед, заполненный водой. Зачастую это обычный большой аквариум.
Примеры:
- Стационарный водный фантом малых размеров для абсолютной дозиметрии вертикального высокоэнергетического излучения фотонов и электронов.
- Стационарный водный фантом малых размеров для абсолютной дозиметрии горизонтального высокоэнергетического излучения фотонов и электронов. Конструкция фантома позволяет облучать до трёх ионизационных камер одновременно.
- Универсальный 3-мерный водный фантом предназначен для измерения дозных распределений во время приёмочных испытаний, при периодических тестированиях в рамках программы обеспечения гарантии качества или при наполнении систем планирования дозиметрическими данными.

## Принцип действия
Водная толща почти идеально моделирует тело человека, а её лёгкая проницаемость позволяет измерять уровень облучения на разных глубинах, прогнозируя последствия облучения тела человека тем или иным медицинским устройством, не проводя при этом опытов на самих людях.